# 灯台と軍艦の都市伝説
灯台と軍艦の都市伝説（とうだいとぐんかんのとしでんせつ）では、大型の軍艦が、他の船舶が衝突コースを進んでいると誤認する情景が描かれる。軍艦はたいていアメリカ海軍の戦艦か空母で、向かってくる相手の「船」に針路を変えろと要求する。相手方は（しばしばカナダ人として描かれる）、軍艦に対してそちらが針路を変えろと回答し、軍艦の艦長はそちらが針路を変えろと要求を繰り返し、所属と階級を答えろと言って命じたり、脅しつけたりする。そこで相手方は、「こちら灯台、どうぞ」と返答してくるのである。この最後の回答が、しばしばこの小話のタイトルとして使われる。
これは特に1995年から、アメリカ海軍作戦部長の事務所から流出した実際の記録だという触れ込みで、インターネット上などで出回るようになった。これが実際に起きたことだという証拠はなく、疑わしいといういくつかの理由があげられる。これに類する「灯台対航空母艦」とか「灯台対戦艦」と称されるジョークは、少なくとも1930年代に遡ることができ、したがって都市伝説だとみなされている。アメリカ海軍はこの都市伝説を否定する考証サイトを公開しているのだが、それでも国家情報長官マイク・マッコーネルは、2008年のスピーチでうっかり口をすべらせてこれをジョークのネタに使ってしまった。ほかにも、主我主義や柔軟性を欠くことによる危険や、状況判断の必要性を説く比喩として、しばしば持ち出されることがある。2004年にスウェーデンの企業がこの小話をモチーフにしたテレビCMを作り、賞を受けたことがある。

## 例
一般的に、この都市伝説は次のように展開する。
米国軍艦：「衝突の危険あり、貴艦の針路を北へ15度転針されたし」
カナダ側：「貴殿の針路を南へ15度転針されたし。衝突の危険のため。」
米国軍艦：「こちらアメリカ海軍艦艇の艦長。繰り返す、貴艦の針路を転針せよ。」
カナダ側：「だめです。繰り返します。そちらが針路を南へ15度転針されたし。」
米国軍艦：「こちらはアメリカ海軍航空母艦エイブラハム・リンカーンだ、大西洋艦隊で2番めにでかい艦だぞ。随伴艦は巡洋艦3、駆逐艦3、そのほか多数の支援艦を引き連れている。貴艦が北へ15度転針することを要求する。１、５、北へ15度だ。貴艦が転針しない場合、こちらは艦隊防衛のため実力行使の用意がある」
カナダ側：「こちら灯台。どうぞ。」
登場する艦艇は、空母エンタープライズやコーラル・シー、ニミッツや、戦艦ミズーリだったりする。場所は、ノースカロライナ州沖合や、ピュージェット湾や、スペインのフィニステレ岬だったりする。アイルランドやスコットランドの沿岸という場合もある。アイルランド沿岸の場合、登場する軍艦はしばしばイギリス海軍で、1998年にアイルランド南西部のケリー県の当局とのあいだで起きたことだ、という話になっている。小話には追加部分として、最後の交信の一つ前に、灯台守が軍艦の艦長に向かって「こちらは一等水兵であります」と述べる交信が挿入される場合もある。前置き部分は、アメリカの情報公開法（en:Freedom of Information Act）に基いて公表された情報だとか、現職のアメリカ海軍作戦部長ジェレミー・ボーダの名前で発信されたとされる場合もある。

## 考証
アメリカ・バージニア州ノーフォークの日刊紙「The Virginian-Pilot」は、この話が1995年にインターネットを通じて拡散したという情報を検証した。大西洋艦隊の広報官は、これを「まったくありえない話」と述べた。アメリカ海軍作戦部長ジェレミー・ボーダの執務室は、問題となっている文書を発信したことはない、と発表した。これも、古いバージョンも、名前が出て来る艦艇はほぼ1995年以前に退役しており、空母コーラル・シーは、2年前に解体されてさえいる。もしくは、その艦名は既に空母ではなくなっている。
また、同紙による検証では、他の情報源からもこの話の瑕疵が明らかになった。アメリカの灯台を管轄するアメリカ沿岸警備隊の広報官の述べたところによると、灯台はもうずっと以前から自動化されており、船舶に向かって交信するような灯台守など既にいなくなっていて、アメリカの海域ではこんなことは起こり得ない。広報官の推測では、沿岸警備隊の誰かが海軍をおちょくるために拵えた作り話だろうというものだった。
この調査から4年後、例の話がさも実際に起きたことだと言わんばかりの演説があったという情報を耳にして、「Fast Company」という雑誌が、元沿岸警備隊で、全米灯台協会（U.S. Lighthouse Society）という灯台マニアの集まりの会長をしているウェイン・ウィーラー（Wayne Wheeler）という人物に取材を行った。ウィーラーは、この小話は古くからあることが確認済みだといい、自分の経験から言ってこんなことは実際に起きるわけがないと述べた。
| まず、灯台を船と見間違えるなんてことはない。たとえものすごい濃霧だったとして ― この小話には霧に関する言及が全然ないのもおかしいのだが ― 相当離れていても、一定の間隔で明滅する白色光の灯質を見間違えるはずがない。それに、船というのは常に動いているし、灯火の色合いも違うし、船舶灯は船首から船尾までついているものだ。 |

カナダ・ブリティッシュコロンビア州の現役の灯台守ジム・エイブラム（Jim Abram）も同調する。エイブラムは同紙のなかで次のように述べている。「私は灯台守を21年やっているが、こちらを灯台以外の何かと間違われたことなど一度もない。」
アメリカ士官協会(MOAA)は、「海軍のやり方やGPSといった単純なものにさえ精通していない人ならば、この話を信じ込むとしても無理もない」と述べている。また、艦名のような時代考証に関する不正確さもそうだし、航空母艦の乗組員が、ニューファンドラント島のような大きな陸地の海岸に近づいていることに気づかないなどありえない。アメリカ士官協会は、この件に関する電子メールが毎日3通は転送されてくる、と苦情を言っている。「この手のメールを50通も受け取ると、今度はどの部分が改変されているのかな、ってことぐらいしか興味がなくなるね。」

## 歴史
知られているものとしては最古のバージョンとして、1931年にカナダの新聞「The Drumheller Review」がロンドンのタブロイド紙「The Humorist」からの転載として紹介した1コマ漫画がある。この漫画では、マストの横木に二人の男が立って、メガホンでこう叫んでいる。
船長：あのチカチカいってる船はどっちに向かってる！？
船員：あれは船じゃない、灯台ですぜ！
1934年8月、ノースクリフ子爵が創立したロンドンの週刊紙で、イギリスと、大西洋を挟んだ対岸のアメリカで出版された「Answers」は、この漫画を翻案し、滑稽な小話に仕立て上げた。これは次のような内容になっている。
「一体全体何をやってるんだ！？あの光が見えないのか！貴様それでも船乗りか！？」
暗がりから落ち着いた声が帰ってきた。
「旦那ァ、ありゃ船灯りじゃねえですよ。燈台でさぁ。」
これ以後数十年にわたり、定期刊行物のなかにこの小話の改変版がみられるようになる。「Raphael Tuck & Sons」が1943年に出したカードのシリーズに、貨物船の船首に立つ制服姿の男が描かれたものがある。彼は針路上に船影を認めてこう言う。「なんならあのクソ船、何しちょる？」「おう、あら船じゃあらせんぞ！灯台じゃあ！」
経営コンサルタントのスティーブン・R・コヴィーは、1989年にベストセラーになった自著『7つの習慣』のなかで、この小話を引用している。コヴィーはこの小話を、2年前の船舶雑誌『Proceedings』から見つけたものだとしている。作家のアイザック・アシモフは、1992年の小話集にこの話を収録した。
この小話は、フィクションだということをおそらく意識されたまま、1995年以降も受け継がれてきた。2004年、スウェーデンの海洋用品メーカーのシルバ・スウェーデンは、この小話を「艦長」というテレビコマーシャルに仕立て上げた。このTVCMはアイルランド海が舞台になっていて、船はアメリカ海軍「モンタナ」、相手はアイルランドの灯台という設定になっている。このCMは英語とスウェーデン語で描かれていて、カンヌ国際広告祭で銅獅子賞を受賞した。
4年後の2008年、アメリカ海軍中将を退いてアメリカ合衆国国家情報長官となったマイク・マッコーネルは、ジョンズ・ホプキンス大学でのスピーチの冒頭でこの小話を使った。マッコーネルは、この話は実際にあったことだと述べた。彼は目の前の聴衆に向かい「これは実話、実際の記録なのです」と話した 。後日、この件を指摘され、マッコーネルの広報官は、あの話は聴衆の注目を集めるためのものだったに過ぎない、と述べた。「コメディアンとか話のツカミでよくやるでしょう。」

## 解釈
この小話をスピーチに採り入れた演説者や著作に引用した作家の大半は、「主我主義に対する反省を促すための教訓」として扱っている。この小話をブリティッシュコロンビア州で起きた実話として使ったフェリックス・デニス（Felix Dennis）は、「権力の『不過誤』にまつわる話としてお気に入りだ」と述べた。彼は次のように述べている。
| 哀れなるかな。この見張り当番兵は、以後この汚名を背負っていくことだろう。彼は退役するまで、「どうぞ (Your Call) 」とか「灯台くん (Lighthouse)」という綽名で呼ばれるだろう。その瞬間、これからの長く厳しい軍隊生活を送る幾歳月にもわたって、彼は自分が日陰者であることを思い知るだろう。 |

このほか、この逸話をビジネスや啓発書のなかで用いる場合には、柔軟さの必要性を実証する例として使われている。バリー・マーハー（Barry Maher）は、これを空母エイブラハム・リンカーンで実際にあった話だとして「エイブラハム・リンカーン症候群」と名付け、相手の話を頑として聞き入れない人を指した。
「自分がそっちへ行こうとしているのに、自分をそっちへ行かせないようにしている相手がいるときは、そっちに行かないべきだ」と、マーハーは顧客に説く。「どんなに相手の灯台が押し付けがましい言い方をしても、その灯台に衝突するのは、戦略の不成功である。」ゲイリー・スモーリー（Gary Smalley）は、夫婦間のできごとについて、この逸話を使っている。スモーリーが言うには、夫が妻と和解するために「灯台をどかそうとした軍艦の艦長のように振る舞うことは、あなたの妻を動かざる岩のように立ち塞がらせるだけで、結局あなたはもっと憤慨する羽目になるでしょう」。
この小話を別に解釈し、状況判断の重要性を説く教訓とするむきもある。キリスト教系のメディア・コンサルタントであるフィル・クック（Phil Cooke）は、この小話が作り話であるとしたうえで、見聞きしたものの確認をすることの重要性を訴えている。「我々は、自分が話している相手がどのような人物であるかさえ、無知なのだ。」「船は艦長のものかもしれないが、海は艦長のものではない。」と説くのは、雑誌「Governing」のコラムニスト、ラス・リンデン（Russ Linden）である。
演説者のなかには、これは使い古された常套句であると言うものもいる。国際弁論者連盟（Global Speakers Federation）の会長アラン・スティーヴンス（Alan Stevens）は、コヴィーが2010年になってもまだこの話をしていると指摘し、どこかで週に2回もこの小話を聞かされたという顧客からの連絡があったと述べている。スティーヴンスは、この「灯台」の小話と同じように、「茹でガエル」の話や、「ヒトデを海に投げ入れる男の話」（The Star Thrower）も、さんざん使い古されて聞き飽きた話だという。「1回ぐらいはいいかもしれないが、何度もする話じゃない。最悪なのは、この話を何度も何度もするせいで、この話のインパクトが失われていることだ。」彼は、こういう小話を使うより、話し手自身に実際に起きたことを話すべきだ、と主張している。

## 関連項目

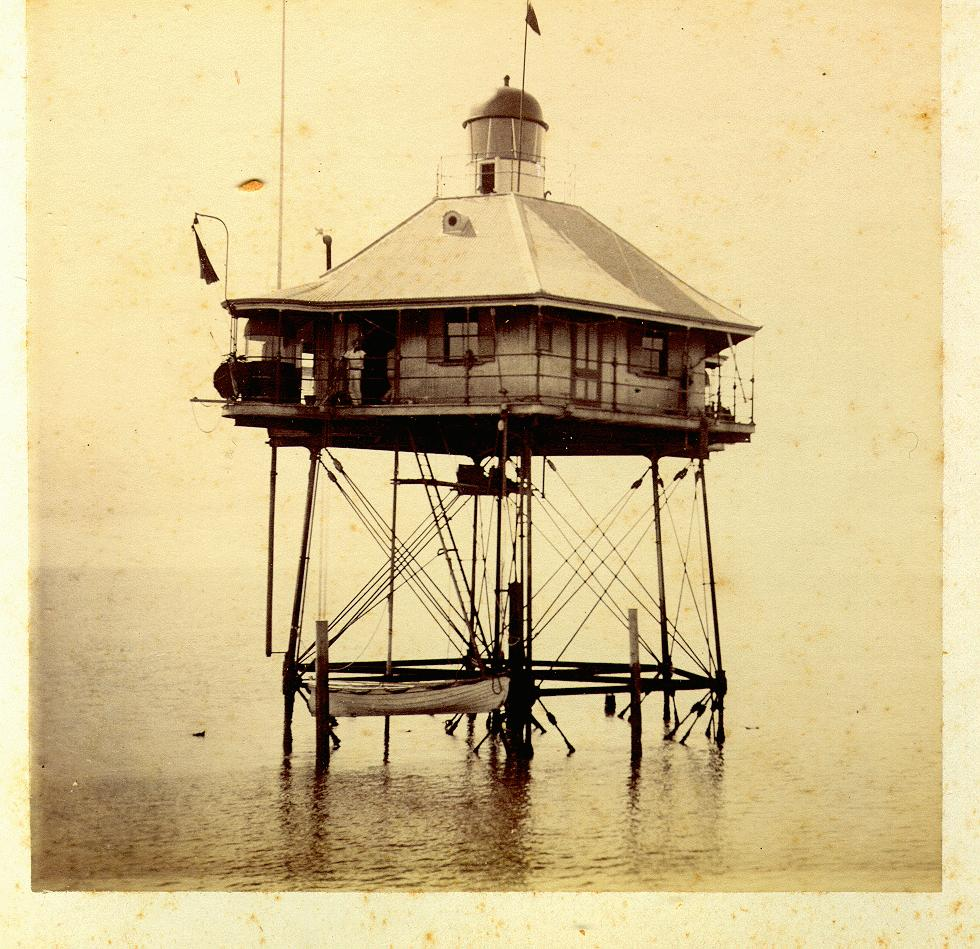
オーストラリア沖の灯台